# Сага (префектура)
Са́га (яп. 佐賀県 Сага-кэн) — префектура, расположенная в регионе Кюсю на острове Кюсю, Япония. Площадь префектуры составляет 2439,65 км², население — 835 473 человека (1 августа 2014), плотность населения — 342,46 чел./км². Административный центр префектуры — город Сага.

## География
Граничит на востоке с префектурой Фукуока, на западе с префектурой Нагасаки. На севере омывается водами моря Гэнкаи и водами моря Ариакэ на юге. На границе с префектурой Фукуока находятся горы Сэфури. Большую часть остальной территории префектуры занимает равнина Сага.

## История
Изначально имела название провинция Хидзэн, в период Эдо территорией управлял род Набэсима. Нынешнее название и границы получила в 1883 году, после реставрации Мэйдзи.

## Административно-территориальное деление
В префектуре Сага расположено 10 городов и 6 уездов (10 посёлков).

### Города
Список городов префектуры:
| - Имари; - Кандзаки; - Карацу; - Касима; - Оги; | - Сага; - Такео; - Таку; - Тосу; - Уресино; |

### Уезды
Посёлки по уездам:
| - Кандзаки; - Йосиногари; - Мияки; - Камимине; - Кияма; - Мияки; - Хигасимацуура; - Генкай; | - Нисимацуура; - Арита; - Кисима; - Кохоку; - Омати; - Сироиси; - Фудзицу; - Тара; |

## Символика
Эмблема префектуры была опубликована 1 апреля 1936 года. Флаг утвердили 11 декабря 1968 года. На флаге изображён стилизованный цветок с шестью лепестками. Ещё одна эмблема была создана в 1992 году, но так и не была официально утверждена.
Деревом префектуры в 1966 году выбрали коричник камфорный, а его цветы стали цветком префектуры (1954). Птицей в 1965 году избрали сороку.